# Paolo Lanfranchi
Paolo Lanfranchi, nascido a 25 de julho de 1968 em Gazzaniga, é um antigo ciclista italiano já retirado que foi profissional entre 1993 e 2004. Dantes de subir ao profissionalismo ganhou provas prestigiosas, naquela época amadoras, como o Grande Prêmio Capodarco (1988) e o Giro do Meio Brenta (1990). Como profissional a sua melhor vitória foi 19.ª etapa do Giro d'Italia de 2000.

## Palmarés
| - 1991 (como amador) - Grande Prêmio Sportivi di Poggiana - 1 etapa do Giro do Vale de Aosta - 1995 - 2.º no Campeonato da Itália em Estrada - 1999 - Tour de Langkawi - Grande Prêmio Internacional Telecom, mais 1 etapa | - 2000 - 1 etapa do Giro d'Italia - 2001 - Tour de Langkawi, mais 3 etapas |

## Resultados nas grandes voltas
| Corrida            | 1993 | 1994 | 1995 | 1996 | 1997 | 1998 | 1999 | 2000 | 2001 | 2002 | 2003 | 2004 |
| ------------------ | ---- | ---- | ---- | ---- | ---- | ---- | ---- | ---- | ---- | ---- | ---- | ---- |
| Giro d'Italia      | -    | -    | 15.º | 15.º | Ab.  | 18.º | -    | 12.º | 41.º | 41.º | 20.º | 61.º |
| Tour de France     | -    | Ab.  | 14.º | 59.º | -    | -    | 18.º | -    | -    | -    | -    | -    |
| Volta a Espanha    | -    | 13.º | -    | -    | 17.º | Ab.  | -    | 38.º | -    | -    | -    | -    |
| Mundial em Estrada | -    | -    | 17.º | -    | -    | -    | -    | -    | 12.º | -    | -    | -    |

-: não participa

Ab.: abandono